# Visita de Bento XVI ao Brasil
A visita do Papa Bento XVI ao Brasil começou em 9 de maio de 2007 e se encerrou no dia 13. Seu objetivo principal foi dar início à Quinta Conferência Geral do Episcopado Latino-americano e Caribenho que ocorreu de 13 a 31 de maio de 2007, no Santuário de Aparecida no Vale do Paraíba, estado de São Paulo.
O Papa iniciou sua visita pela cidade de São Paulo, hospedando-se no Mosteiro de São Bento. No dia 10 de maio, Bento XVI teve um encontro privado com o presidente Luiz Inácio Lula da Silva no Palácio dos Bandeirantes onde colocou o carimbo no selo comemorativo de sua visita a São Paulo. No fim da tarde dirigiu-se ao Memorial da América Latina para dar sua bênção e em seguida foi para o Estádio do Pacaembu para o encontro com os (aproximadamente) 35 mil jovens convidados de todos os estados do Brasil e da América Latina onde permaneceu por duas horas.
Essa foi a segunda visita pontifícia concedida ao Santuário Nacional de Aparecida, já que a primeira foi feita pelo seu antecessor vinte e sete anos antes. Além disso, visitou a Fazenda da Esperança, local destinado para recuperação de dependentes químicos, em Guaratinguetá, também no Vale do Paraíba.
Esta foi a primeira visita de Bento XVI ao continente americano, embora quando cardeal, Joseph Ratzinger tenha visitado a cidade do Rio de Janeiro em 1990.

## Programa geral
Em 9 de maio de 2007 o Papa teve a sua primeira conferência de imprensa durante a viagem de avião. Respondeu a perguntas sobre  declarações polêmicas dos bispos, e argumentou que os políticos mexicanos se tinham autoexcomungado após a legalização do aborto. O Santo Padre disse que matar uma criança inocente é incompatível com estar em comunhão com o Corpo de Cristo, reafirmando a excomunhão como legítima, conforme previsto pelo Código de Direito Canônico. No entanto, embora o Papa estivesse de acordo com os seus bispos, não faria nenhuma excomunhão formal. Chegando ao Brasil, foi recebido pelo presidente Luiz Inácio Lula da Silva.
Em 10 de maio de 2007, Bento XVI reuniu com o presidente Lula, que reiterou a sua crença na preservação do Estado laico e nas posições diferentes entre a Igreja e Brasil sobre o aborto. Na parte da tarde, o pontífice falou para cerca de 70 mil jovens a partir de Estádio do Pacaembu em São Paulo (mais de 100 000 outros viram a cobertura do evento a partir do exterior por motivos de segurança) instando-os a ser "construtores de um mundo mais justo e solidário, reconciliado e pacífico".

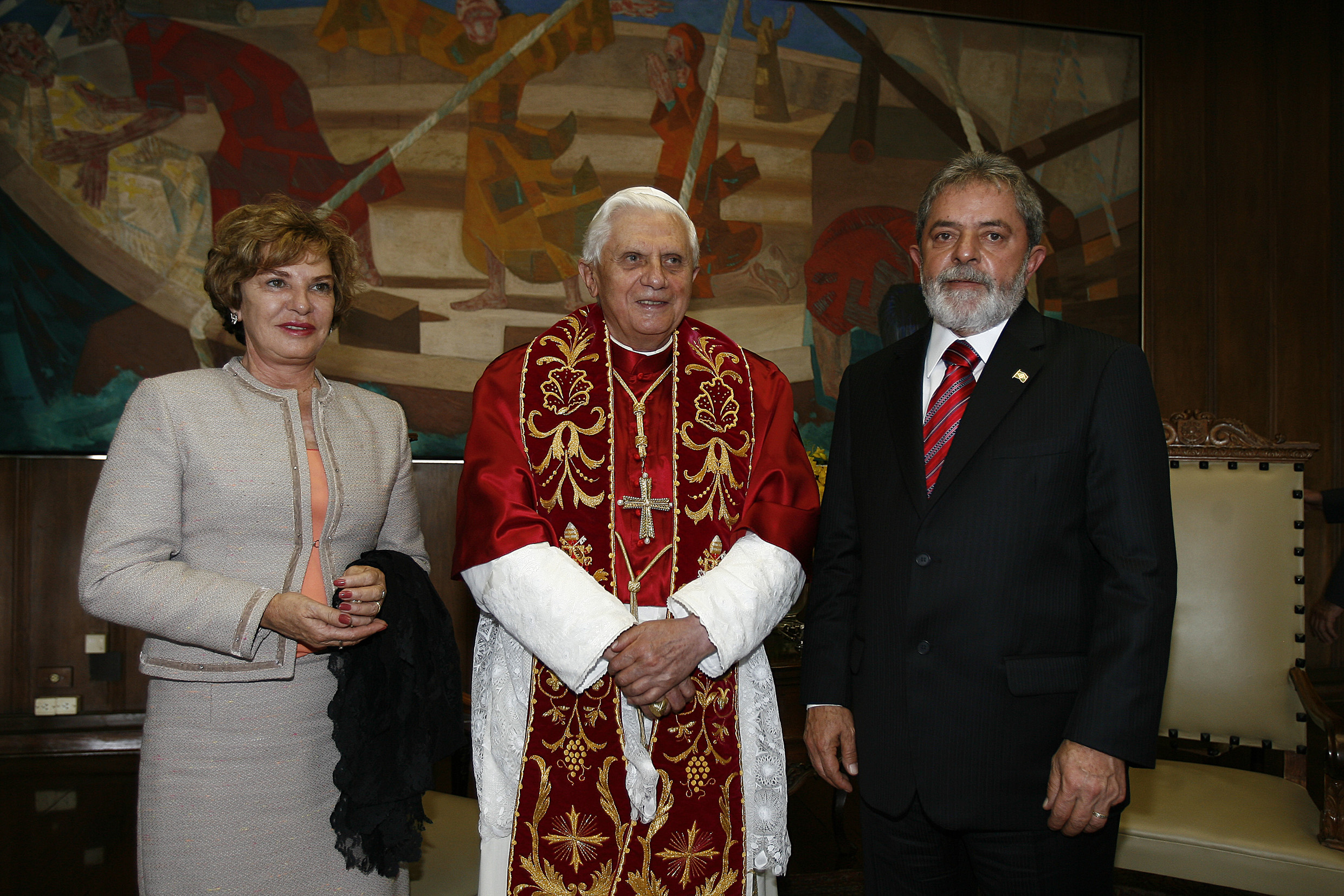
Papa Bento XVI é recebido pelo Presidente Lula e pela primeira-dama Mariza no Palácio dos Bandeirantes em São Paulo.

Em 11 de maio de 2007, Bento XVI celebrou uma missa em São Paulo perante mais de um milhão de fiéis, e canonizou Frei Antônio Galvão, um franciscano que viveu no século XVIII, e que foi beatificado pelo Papa João Paulo II em 1998. Reuniu com os bispos do Brasil e falou de vários problemas da Igreja. Ressaltou, mais uma vez, que os ataques prejudicavam a instituição da família, falando em termos muito claros do aborto e da união civil (que o Papa definiu como feridas na sociedade). Também o tema dos problemas dos padres na política, a pobreza e a injustiça social e o flagelo da pedofilia foram discutidos. O Papa exortou a Igreja a ser mais missionária para resistir ao surgimento de seitas e do agnosticismo.
Em 12 de maio de 2007, falou perante uma comunidade de ex-toxicodependentes e alcoólicos, abordando o delicado tema das drogas, através da emissão de um severo aviso para os traficantes de drogas: Eu digo aos que fazem comércio de droga para refletirem sobre os danos que infligem à multidão de jovens e de adultos de todos os níveis da sociedade, Deus irá chamá-los para explicarem o que fizeram". À noite, chegou à cidade de Aparecida, tendo se hospedado no Seminário Bom Jesus.
Em 13 de maio de 2007, o Santo Padre tornou-se segundo pontífice da história a celebrar uma missa na praça exterior da Basílica de Aparecida, onde centenas de milhares de fiéis aplaudiram a sua chegada, a bordo da papamóvel, ao centro de peregrinação católico mais popular da América Latina. Depois da celebração, inaugurou a V Conferência Geral do Episcopado Latino-Americano e do Caribe e ressaltou, num discurso para os bispos, mas sem a nomear, uma certa frieza face à teologia da libertação. Também criticou tanto o marxismo quanto o capitalismo pelos seus efeitos destrutivos sobre a economia, o governo e a religião. Acrescentou que "a política não é competência imediata da Igreja" e salvaguardou o "respeito por uma laicidade saudável, incluindo a pluralidade das posições políticas, como essencial na tradição cristã autêntica".

## Pronunciamentos
Quarta-feira, 9 de maio

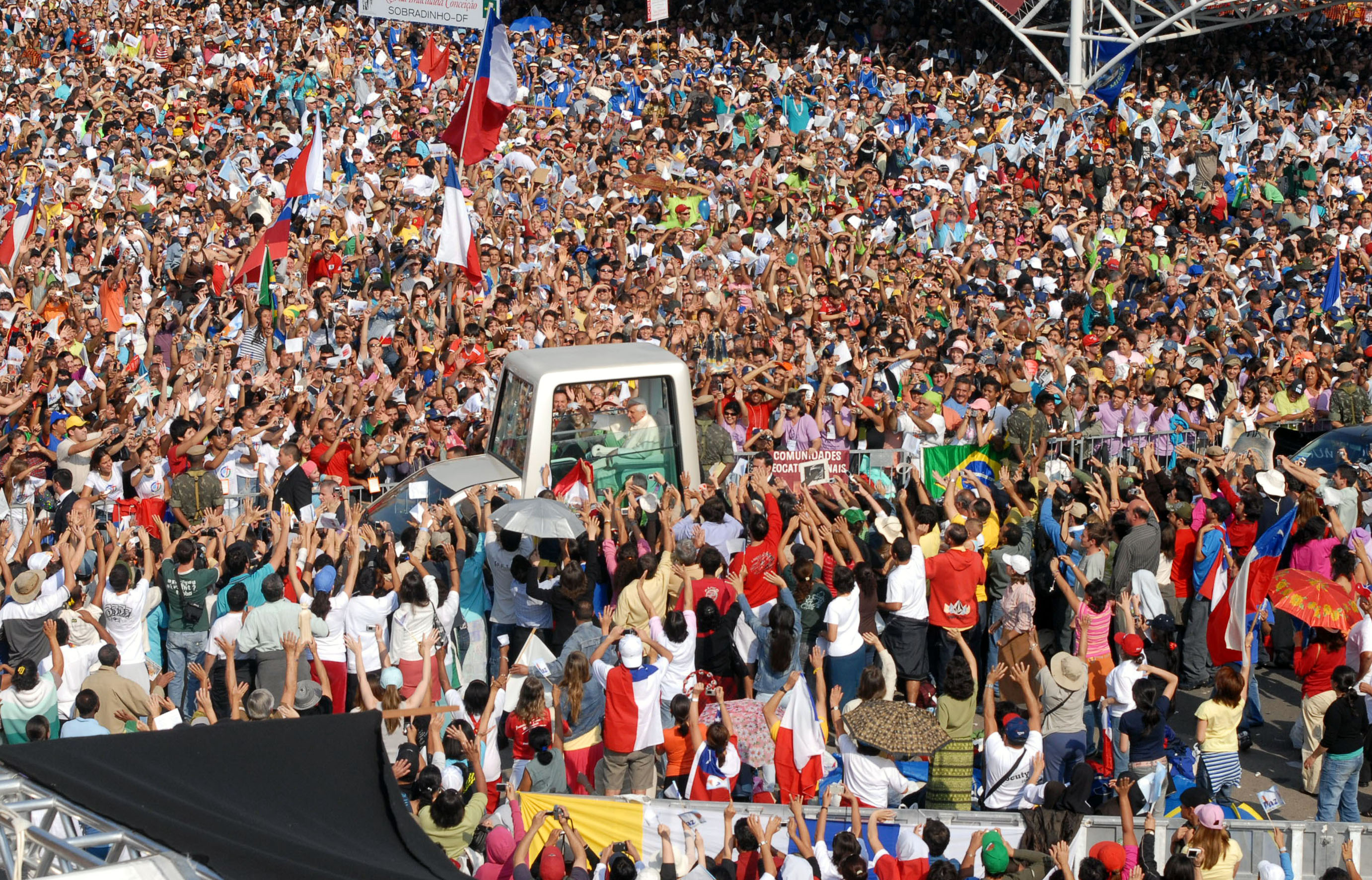
O Papa Bento XVI durante missa na Basílica de Nossa Senhora Aparecida, Brasil.

- Entrevista concedida durante a viagem para o Brasil [2]
- Discurso na cerimônia de boas vindas [3]

Aeroporto Internacional de São Paulo - Guarulhos
- Saudação e bênção dos fiéis [4]

Sacada do Mosteiro de São Bento, São Paulo
Quinta-feira, 10 de maio
- Discurso no Encontro com a juventude [5]

Estádio do Pacaembu, São Paulo
Sexta-feira, 11 de maio
- Homilia na cerimônia de canonização de Frei Galvão [6]

Campo de Marte, São Paulo

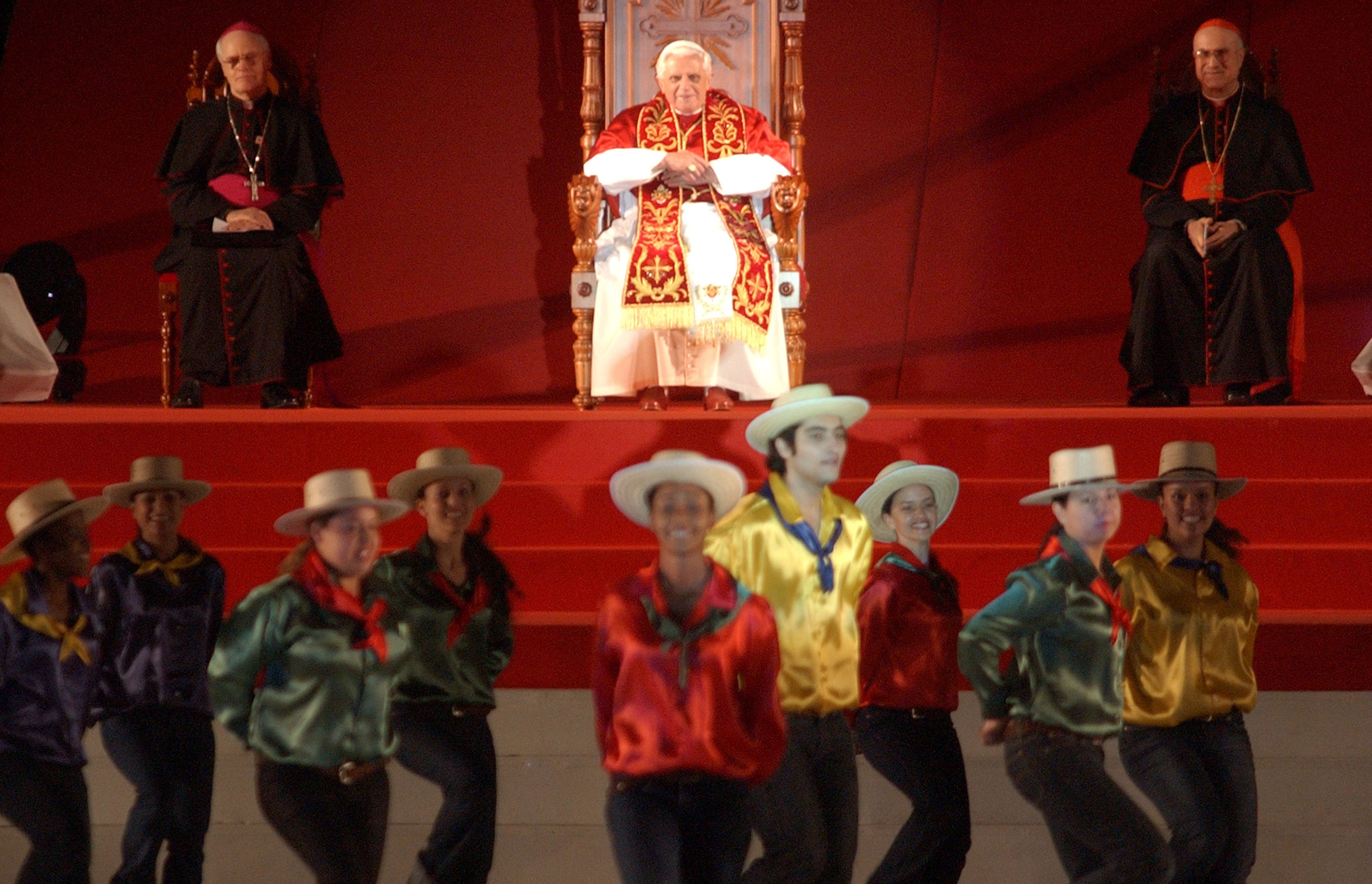
Bento XVI durante encontro com os jovens no Estádio do Pacaembu em São Paulo, Brasil.

- Discurso no encontro com os bispos [7]

Catedral da Sé, São Paulo
Sábado, 12 de maio

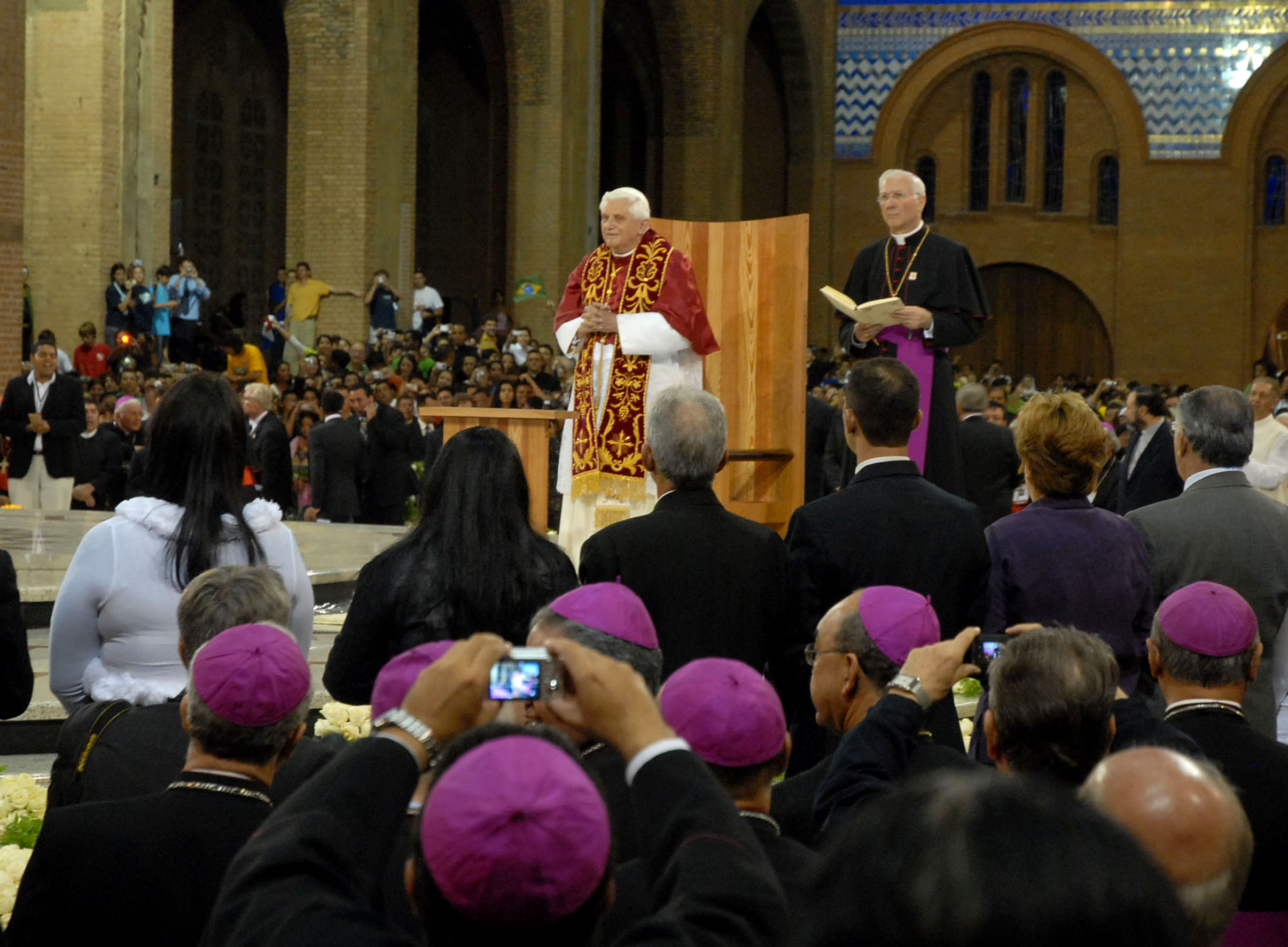
Bento XVI na reza do Rosário na Basílica de Aparecida, em 12 de maio de 2007.

- Saudação às Irmãs Clarissas da Fazenda da Esperança [8]

Guaratinguetá
- Discurso durante o encontro com a comunidade da Fazenda da Esperança [9]

Guaratinguetá
- Discurso após a oração do Rosário e encontro com os sacerdotes, os religiosos, as religiosas, os seminaristas e os diáconos na Basílica do Santuário de Aparecida [10]

Aparecida
Domingo, 13 de maio
- Homilia na missa de inauguração da V Conferência Geral do Episcopado da América Latina e do Caribe [11]

Santuário de Aparecida, Aparecida
- Oração do Regina caeli [12]

Aparecida
- Discurso na sessão inaugural dos trabalhos da V Conferência Geral do Episcopado da América Latina e do Caribe [13]

Sala de Conferências do Santuário de Aparecida, Aparecida
- Discurso na cerimônia de despedida [14]

Aeroporto Internacional de São Paulo, Guarulhos

## Frei Galvão

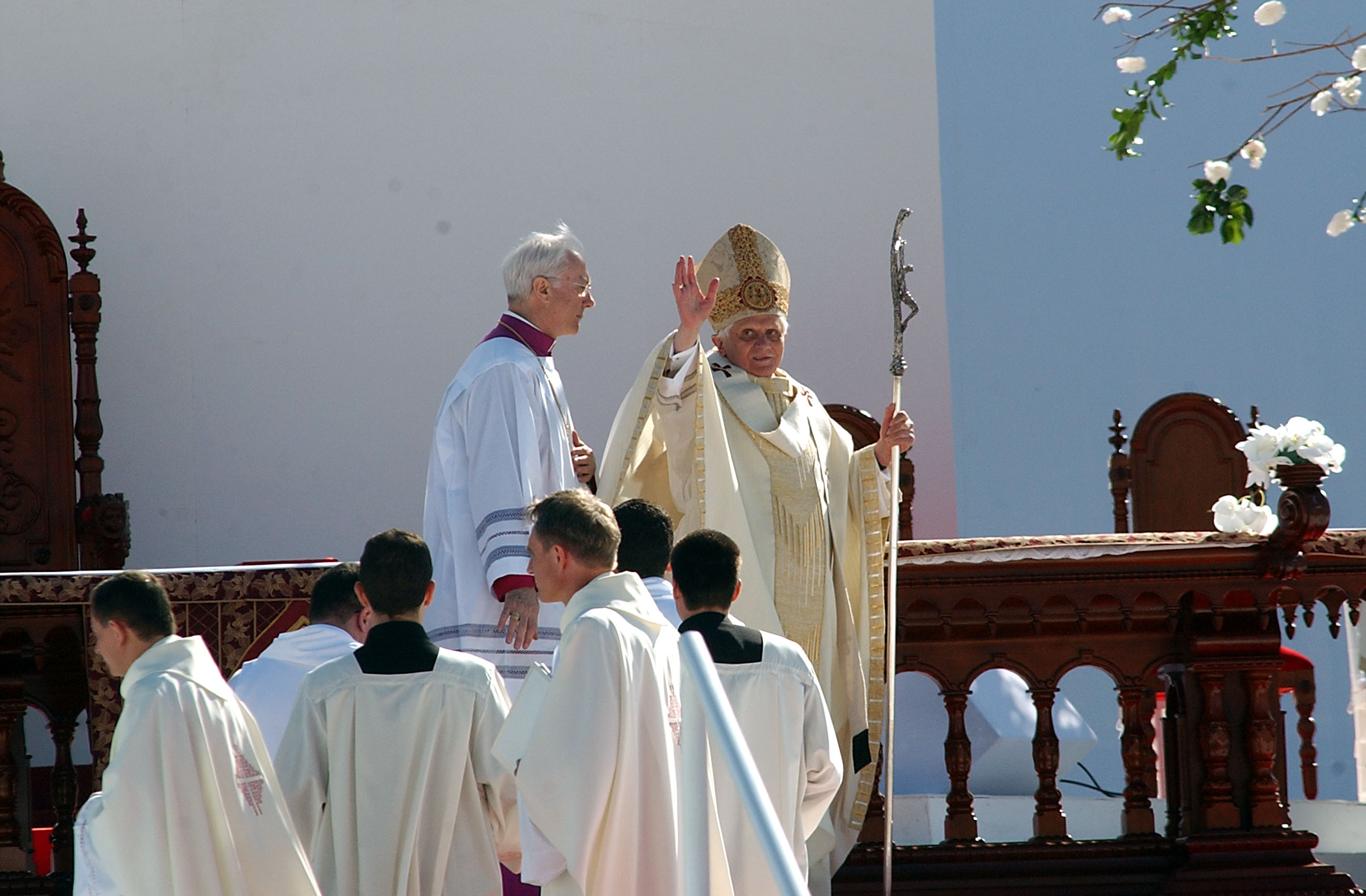
Bento XVI durante cerimônia de canonização do frade brasileiro Frei Galvão no Aeroporto Campo de Marte, em 11 de maio de 2007.

A canonização do beato brasileiro Frei Galvão ocorreu durante a visita do papa à cidade de São Paulo, na sexta-feira, 11 de maio na missa campal que foi realizada no Campo de Marte. Com a canonização, Frei Galvão é o primeiro santo nascido em território brasileiro. E agora é conhecido como Santo Antônio de Sant'Ana Galvão.

## Cobertura televisiva

### Divisão dos trabalhos
A cobertura televisiva da visita do Papa ao Brasil foi realizada por um pool de emissoras brasileiras, lideradas pela Globo e com participação da Band, da RedeTV!, da Rede Vida, do SBT e até mesmo da Record, ligada à Igreja Universal do Reino de Deus. Cada emissora ficou responsável por um determinado evento ou local. As imagens foram geradas para um satélite, ficando à disposição de todas redes. Algumas emissoras poderiam incluir câmeras exclusivas, como foi o caso da TV Globo na maior parte das transmissões. No primeiro dia do papa no Brasil, apenas a Globo ganhou audiência. A emissora teve média de 23 pontos (das 7h à 0h).O número de televisores ligados cresceu de 44% para 49%. Além do papa, o frio influiu nesses números.
| Emissora  | Evento                                                       | Estrutura  |
| --------- | ------------------------------------------------------------ | ---------- |
| Globo     | Missa no Campo de Marte (sexta, 11)                          | 12 câmeras |
| Globo     | Missa em Aparecida (domingo, 13)                             | 12 câmeras |
| Record    | Estadia no Mosteiro de São Bento                             | 4 câmeras  |
| SBT       | Deslocamentos por terra                                      | -          |
| Band      | Encontro com jovens no Estádio do Pacaembu (quinta, 10)      | 12 câmeras |
| RedeTV!   | Visita a Fazenda da Esperança, em Guaratinguetá (sábado, 12) | 12 câmeras |
| Rede Vida | Visita a Fazenda da Esperança, em Guaratinguetá (sábado, 12) | 12 câmeras |

Algumas emissoras também pretendiam captar imagens aéreas, mas o uso de helicópteros foi proibido por questões de segurança.
Ficam proibidos quaisquer anúncios de produtos como cerveja ou preservativos durante os eventos que envolvam a figura do líder católico.

### Cobertura da TV Record
A Rede Record (ligada à Igreja Universal do Reino de Deus) editou um conjunto de normas para "orientar" seus repórteres e editores na cobertura da visita de Bento XVI a São Paulo. Por e-mail, proibiu seus jornalistas de chamarem o papa de "Sua Santidade", Bento XVI deveria ser chamado apenas de papa. Os repórteres também não poderiam se referir a ele como "líder religioso", mas como "líder da Igreja Católica" ou chefe de Estado do Vaticano. Diretores da Record dizem que essas normas visam evitar o que consideram 'excessos' o fato de demonstrar respeito para com Sua Santidade, o que pode ser encarado como um excessivo desrespeito para com a cultura católica.